# Hernandiaceae
Hernandiaceae nom. cons., biljna porodica u redu Laurales. Postoji 70 priznatih vrsta u pet rodova.
Obuhvaća drveće, grmlje ili liane, s aromatičnim uljima u stabljikama i lišću.

## Rodovi i broj vrsta
1. Familia Hernandiaceae Blume (70 spp.)
  1. Subfamilia Hernandioideae Endl. ex Miq.
    1. Hazomalania Capuron (1 sp.)
    2. Hernandia L. (24 spp.)
    3. Illigera Blume (28 spp.)

  2. Subfamilia Gyrocarpoideae J. Williams
    1. Gyrocarpus Jacq. (5 spp.)

  3. Subfamilia Sparattanthelioideae Thorne & Reveal
    1. Sparattanthelium Mart. (12 spp.)